# Fidenat
Fidenat (en llatí: Fidenas) va ser un cognomen de les gens Sèrgia i Servília, originaris de la ciutat de Fidenes (Fidenae), a menys de 10 km de Roma, ciutat de la qual van agafar el nom.
El primer Sergi que va portar el nom va ser Luci Sergi Fidenat, que era cònsol l'any 437 aC després de la revolta de Fidenes, colònia romana de la qual probablement era nadiu. El nom el van emprar els seus descendents. El primer Servili que va usar el nom va ser Quint Servili Prisc que quan era dictador, va conquerir Fidenes el 435 aC. El nom va estar vinculat també als seus descendents.

## Personatges

### Gens Sèrgia
- Luci Sergi Fidenat, cònsol el 437 aC i el 429 aC, i tribú consular tres vegades.
- Mani Sergi Fidenat, tribú consular el 404 aC i el 402 aC.
- Luci Sergi Fidenat, tribú consular el 397 aC, fill de l'anterior.
- Gai Sergi Fidenat, tres vegades tribú consular el segle iv aC.

### Gens Servília
- Quint Servili Prisc Estructe Fidenat, dictador el 435 aC.
- Quint Servili Prisc Fidenat, tribú consular el 402 aC.
- Quint Servili Prisc Fidenat, tribú consular el 382 aC, fill de l'anterior.